# Mathias Fjellman (1835–1905)
Mathias Fjellman, född den 26 augusti 1835 på Forsbacka i Mo socken, Älvsborgs län, död den 29 maj 1905 i Ljungskile, Ljungs församling, Göteborgs och Bohus län, var en svensk militär. 
Fjellman blev kapten vid Bohusläns regemente 1873, major 1881, överstelöjtnant 1888 samt överste och chef 1892 (tillförordnad från 1890). Han avgick från denna tjänst 1898. Fjellman var under en längre tid kompanichef och kadettofficer vid krigsskolan på Karlberg.

## Familj
Mathias Fjellman var gift med Anna Georgina Magdalena, född Pettersson, dotter till grosshandlaren Johan Fredrik Pettersson i Göteborg. De var föräldrar till 
ryttmästaren och riksdagspolitikern Jonny Fjellman (1877–1969) samt till döttrarna Helena (1874–1962), gift med  läkaren Gustaf Daniel Heüman (1868–1934), Agnes Maria, gift med prästen och geologen Ivar Wallerius (1870–1933) och  Anna (Annie) Vineta (1878–1973), gift med prästen och politikern Adolf Wallerius (1874–1937). Mathias Fjellmans brorson med samma namn (1885–1947) blev överste liksom farbrodern.